# قرة كانلو (سراب)
قرة كانلو هي قرية في مقاطعة سراب، إيران. عدد سكان هذه القرية هو 86 في سنة 2006.